# María Karapanayotu
María Karapanayotu (6 de junio de 2004) es una deportista griega que compite en natación sincronizada. Ganó cuatro medallas en el Campeonato Europeo de Natación, en los años 2022 y 2024.

## Palmarés internacional
| Campeonato Europeo | Campeonato Europeo | Campeonato Europeo | Campeonato Europeo |
| Año                | Lugar              | Medalla            | Prueba             |
| ------------------ | ------------------ | ------------------ | ------------------ |
| 2022               | Roma (Italia)      | Medalla de bronce  | Combinación libre  |
| 2024               | Belgrado (Serbia)  | Medalla de oro     | Equipo libre       |
| 2024               | Belgrado (Serbia)  | Medalla de plata   | Equipo técnico     |
| 2024               | Belgrado (Serbia)  | Medalla de plata   | Rutina acrobática  |